# Liste der Gesandten des Kantons Tessin an die eidgenössische Tagsatzung
Dies ist eine Liste der Gesandten des Tessins an die eidgenössische Tagsatzung. Die Liste ist ab 1814 – was die in den Verzeichnissen der Abschiede genannten Gesandten betrifft – vollständig.
| Tagsatzung | Gesandter                 | Ämter                                                               |
| ---------- | ------------------------- | ------------------------------------------------------------------- |
| 1814       | Andrea Caglioni           | Regierungsrat                                                       |
| 1814       | Vincenzo Dalberti         | Regierungsrat                                                       |
| 1814       | Antonio Isidoro Rusca     | Appellationsrichter                                                 |
| 1814       | Ambrogio Luvini           | Mitglied des Kleinen Rats, oberster Befehlshaber der Kantonsmilizen |
| 1816       | Andrea Caglioni           | Staatsrat                                                           |
| 1816       | Giovanni Battista Maggi   | Landammann                                                          |
| 1817       | Andrea Caglioni           | Landammann                                                          |
| 1817       | Giovanni Battista Quadri  | gewesener Landammann, Staatsrat                                     |
| 1818       | Giovanni Battista Maggi   | Landammann                                                          |
| 1818       | Giovanni Battista Quadri  | Staatsrat, gewesener Landammann                                     |
| 1819       | Giovanni Battista Maggi   | gewesener Landammann, Staatsrat                                     |
| 1819       | Andrea Caglioni           | gewesener Landammann, Staatsrat                                     |
| 1820       | Giovanni Battista Maggi   | gewesener Landammann                                                |
| 1820       | Andrea Caglioni           | gewesener Landammann                                                |
| 1821       | Giovanni Battista Maggi   | Staatsrat, gewesener Landammann                                     |
| 1821       | Andrea Caglioni           | Staatsrat, gewesener Landammann                                     |
| 1822       | Giovanni Battista Maggi   | Staatsrat, gewesener Landammann                                     |
| 1822       | Andrea Caglioni           | Staatsrat, gewesener Landammann                                     |
| 1823       | Giovanni Battista Maggi   | Staatsrat, gewesener Landammann                                     |
| 1823       | Giovanni Battista Quadri  | Staatsrat, gewesener Landammann                                     |
| 1824       | Giovanni Battista Maggi   | Landammann                                                          |
| 1824       | Andrea Caglioni           | Staatsrat, gewesener Landammann                                     |
| 1825       | Giovanni Battista Maggi   | gewesener Landammann                                                |
| 1825       | Andrea Caglioni           | Staatsrat, gewesener Landammann                                     |
| 1826       | Giovanni Battista Maggi   | Staatsrat, gewesener Landammann                                     |
| 1826       | Giovan Battista Pioda     | Staatsrat, eidgenössischer Oberstlieutenant                         |
| 1826       | Antonio Quadri            | Mitglied des Grossen Rats                                           |
| 1827       | Giovanni Battista Quadri  | Landammann                                                          |
| 1827       | Carlo Lotti               | Mitglied des Grossen Rats                                           |
| 1828       | Giovanni Battista Quadri  | Landammann                                                          |
| 1828       | Giovan Battista Pioda     | Staatsrat, eidgenössischer Oberstlieutenant                         |
| 1829       | Antonio Quadri            | Mitglied des Grossen Rats                                           |
| 1829       | Carlo Lotti               | Mitglied des Grossen Rats                                           |
| 1830.07    | Vincenzo Dalberti         | Staatsschreiber, Mitglied des Grossen Rats                          |
| 1830.07    | Corrado Molo              | Mitglied des Grossen Rats                                           |
| 1830.07    | Giacomo Luvini-Perseghini | Oberstlieutenant, Syndik von Lauis                                  |
| 1830.12    | Antonio Albrizzi          | -                                                                   |
| 1830.12    | Luigi Camossi             | Mitglied des Appellationsgerichts                                   |
| 1831       | Corrado Molo              | Mitglied des Grossen Rats                                           |
| 1831       | Giacomo Luvini-Perseghini | Oberstlieutenant, Mitglied des Grossen Rats                         |
| 1831       | Giovanni Battista Riva    | Mitglied des Grossen Rats                                           |
| 1832.03    | Giacomo Luvini-Perseghini | Mitglied des Grossen Rats, Oberst                                   |
| 1832.03    | Giovanni Battista Riva    | Mitglied des Grossen Rats                                           |
| 1832.07    | Giacomo Luvini-Perseghini | Oberst, Präsident des Grossen Rats                                  |
| 1832.07    | Gaspare Nessi             | Mitglied des Grossen Rats                                           |
| 1833       | Giacomo Luvini-Perseghini | eidgenössischer Oberst, Mitglied des Grossen Rats                   |
| 1833       | Domenico Galli            | Mitglied des Grossen Rats                                           |
| 1834       | Corrado Molo              | Mitglied des Grossen Rats                                           |
| 1834       | Giovanni Battista Riva    | Mitglied des Grossen Rats                                           |
| 1835       | Giacomo Luvini-Perseghini | Mitglied des Grossen Rats                                           |
| 1835       | Gian Gaspare Nessi        | Mitglied des Grossen Rats                                           |
| 1836       | Giuseppe Antonio Molo     | Mitglied des Grossen Rats                                           |
| 1836       | Carlo Lepori              | Mitglied des Grossen Rats                                           |
| 1837       | Giacomo Luvini-Perseghini | Mitglied des Grossen Rats                                           |
| 1837       | Giovanni Antonio Rusca    | Mitglied des Grossen Rats                                           |
| 1838       | Giovanni Battista Riva    | Staatsrat                                                           |
| 1838       | Gian Gaspare Nessi        | Mitglied des Grossen Rats                                           |
| 1839       | Giovanni Giuseppe Calgari | Mitglied des Grossen Rats                                           |
| 1839       | Giuseppe Maggi            | Mitglied des Grossen Rats                                           |
| 1840       | Giacomo Luvini-Perseghini | eidgenössischer Oberst, Mitglied des Grossen Rats                   |
| 1840       | Giuseppe Antonio Molo     | Staatsrat                                                           |
| 1841.03    | Stefano Franscini         | Staatsrat                                                           |
| 1841.03    | Giacomo Ciani             | Mitglied des Grossen Rats                                           |
| 1841.07    | Giacomo Luvini-Perseghini | eidgenössischer Oberst, Mitglied des Grossen Rats                   |
| 1841.07    | Giuseppe Antonio Molo     | Staatsrat                                                           |
| 1842       | Giacomo Luvini-Perseghini | eidgenössischer Oberst, Präsident des Grossen Rats                  |
| 1842       | Giuseppe Mariotti         | Mitglied des Grossen Rats                                           |
| 1843       | Stefano Franscini         | Staatsrat                                                           |
| 1843       | Augustin de Marchi        | Mitglied des Grossen Rats                                           |
| 1844.06    | Giovanni Battista Pioda   | Staatsrat                                                           |
| 1844.06    | Carlo Battaglini          | Präsident des Grossen Rats                                          |
| 1844.07    | Giovanni Battista Pioda   | Staatsrat                                                           |
| 1844.07    | Carlo Battaglini          | Präsident des Grossen Rats                                          |
| 1845.02    | Giacomo Luvini-Perseghini | Mitglied des Grossen Rats, eidgenössischer Oberst                   |
| 1845.02    | Giacomo Pfiffer-Gagliardi | Mitglied des Grossen Rats, Staatsschreiber                          |
| 1845.07    | Stefano Franscini         | Mitglied des Grossen Rats                                           |
| 1845.07    | Natale Vicari             | Mitglied des Grossen Rats                                           |
| 1846       | Stefano Franscini         | Staatsschreiber, Mitglied des Grossen Rats                          |
| 1846       | Giovanni Jauch            | Mitglied des Grossen Rats                                           |
| 1847       | Giacomo Luvini-Perseghini | Mitglied des Grossen Rats, eidgenössischer Oberst                   |
| 1847       | Giovanni Jauch            | Mitglied des Grossen Rats                                           |
| 1848       | Giacomo Luvini-Perseghini | Mitglied des Grossen Rats, eidgenössischer Oberst                   |